# 京都府道624号本庄港線
京都府道624号本庄港線（きょうとふどう624ごう ほんじょうこうせん）は、京都府与謝郡伊根町を通る一般府道である。

## 概要
与謝郡伊根町字蒲入の本庄港から国道178号に至る。
路線名は本庄港としているが、京都府の資料には本庄漁港と蒲入漁港のいずれの表記も見られる。また、昭文社の地図は当該港を蒲入港と表記している。
なお、与謝郡伊根町字本庄浜に所在する京都府道623号本庄浜本庄宇治線の起点付近にある漁港は、地名に本庄が含まれているが、名称は浦嶋漁港であるため、混同に注意が必要である。

### 路線データ
- 起点：与謝郡伊根町字蒲入（本庄港前）
- 終点：与謝郡伊根町字蒲入（国道178号交点）
- 総延長：0.7829 km[1]

## 地理
港を発し、およそ800 m程で崖の中腹を通過する国道178号に達する。

### 通過する自治体
- 京都府
  - 与謝郡伊根町

### 交差する道路
| 交差する道路             | 交差する場所 | 交差する場所 |
| ------------------------ | ------------ | ------------ |
| 国道178号 国道482号 重複 | 字蒲入       | 終点         |

### 沿線
官公庁・公共施設
- 本庄漁港

神社・仏閣
- 真嶋神社
- 西明寺

余暇・観光
- 甲崎展望台